# VGF
IL VGF, detto anche nerve growth factor inducibile VGF è un mediatore chimico locale che viene liberato dai neuroni per promuovere la crescita di altri neuroni nelle vicinanze, molto importante per la creazione delle sinapsi.
IL VGF è stato scoperto nel 1985 da Lewi et al. il quale, mendiante una membrana a basso peso molecolare, impedì il passaggio di tutte le molecole che si presenti nel liquido di incubazione delle cellule nervose. Bloccando il passaggio del VGF si notò il blocco di crescita di alcune cellule nervose.